# Marilyn (película)
Marilyn  es una película coproducción de Argentina y Chile filmada en colores dirigida por Martín Rodríguez Redondo sobre su propio guion, basado en hechos reales escrito en colaboración con Mariana Docampo y Mara Pescio que se estrenó el 11 de octubre de 2018 y tuvo como actores principales a Walter Rodríguez,  Catalina Saavedra y Germán de Silva.

## Sinopsis
Marcos, un joven de diecisiete años, el menor de los dos hijos varones de un matrimonio de puesteros de una estancia bonaerense, buen estudiante, tranquilo, introvertido y reservado, que es apodado Marilyn por otros adolescentes que lo discriminan; vuelve en el verano, para ayudar en la explotación ganadera en la que trabajan su padre y su hermano. La historia está basada en la vida real de Marilyn Bernasconi.

## Reparto
Colaboraron en el filme los siguientes intérpretes:
- Walter Rodríguez ...	Marcos/Marilyn
- Catalina Saavedra	...	Olga
- Germán de Silva	...	Carlos
- Ignacio Giménez	...	Carlitos
- Rodolfo García Werner	...	Facundo
- Andrew Bargsted	...	Federico
- Josefina Paredes	...	Laura
- Germán Baudino	...	Raúl
- Susana Taylor	...	Beba
- Gastón Leiva	...	Tucu
- Cristian Ru	...	Nacho
- Julia González	...	Yiya
- Karina Antonelli	...	Madre Federico
- Santos Lontoya	...	Padre Federico
- Raúl Latrónico	...	Agustín
- Jorge Zanabone	...	Empleado Municipalidad

## Críticas
Carlos Loureda en el sitio fotogramas.es opinó:

”Retrato de elegante distanciamiento sobre esta realidad. Sin florituras ni adornos innecesarios en su primera parte, para describir posteriormente el despertar sexual de Marcos,…Walter Rodríguez, impresionante en su debut tras las cámaras….Economía de diálogos, muestra de sentimientos y sensaciones que van ampliando un sentido global, inclinación al realismo (de hecho, la película se basa en un suceso real) y a los procedimientos documentales y una sólida narración visual….Marcos se refugia en su propio mundo y espera con impaciencia la noche del carnaval. Momento central e hipnótico de la película filmado como una liberación dionisiaca. Hasta llegar a la escena final (arrolladora e imposible de olvidar).

Gaspar Zimerman en Clarín escribió:

”Construida con gestos, miradas y silencios antes que proclamas…conmueve más allá de que su protagonista haya aparecido en los diarios alguna vez. Dentro de un sólido elenco, integrado por actores poco conocidos -a excepción de Germán De Silva-...la película siempre esquiva el trazo grueso y nunca se regodea en golpes bajos…El adolescente es hostigado …pero está decidido a vivir su sexualidad libremente. Es difícil saber lo que pasa por su cabeza, pero el personaje nunca es apático, sino que comunica con sus acciones. Es una víctima, sí, pero no se busca que le tengamos lástima…. consiguieron mostrar con sutileza que en la raíz del odio a Marcos están el deseo y la envidia. Pero tal vez lo que más diferencie a Marilyn de otras películas de la misma temática sea que el sometimiento viene por partida doble: la intolerancia sexual va a la par de la opresión de clase. Porque Marcos es gay pero, ante todo, es pobre, y ese sí que es un pecado imperdonable.”

## Premios y nominaciones
El filme fue galardonado en el Festival Internacional de Cine Gay y Lésbico de Milán 2018 con el Premio Especial del Jurado Cultweek a la Mejor Película de Ficción y en TLVFest – Festival Internacional de Cine LGBT de Tel Aviv 2018 con el Premio del Jurado a la Mejor Película de Ficción.
Por su intervención en este filme Walter Rodríguez ha sido nominado para el Premio Sur a la Mejor Revelación Masculina de 2018. 
El filme fue nominado a los premios Teddy y Premio a la Mejor Película de Ficción en el Festival Internacional de Cine de Berlín 2018; a los Premios Horizontes, a Mejor Película de Ficción y Mejor Película Latinoamericana en el Festival de Cine de San Sebastián 2018; al Gran Premio del Jurado a la Mejor Película de Ficción en el Festival Internacional de Cine de Santiago SANFIC 2018; a la Mejor Película en la competencia iberoamericana del Festival Internacional de Cine de Seattle 2018.